# 아시아-태평양 전구

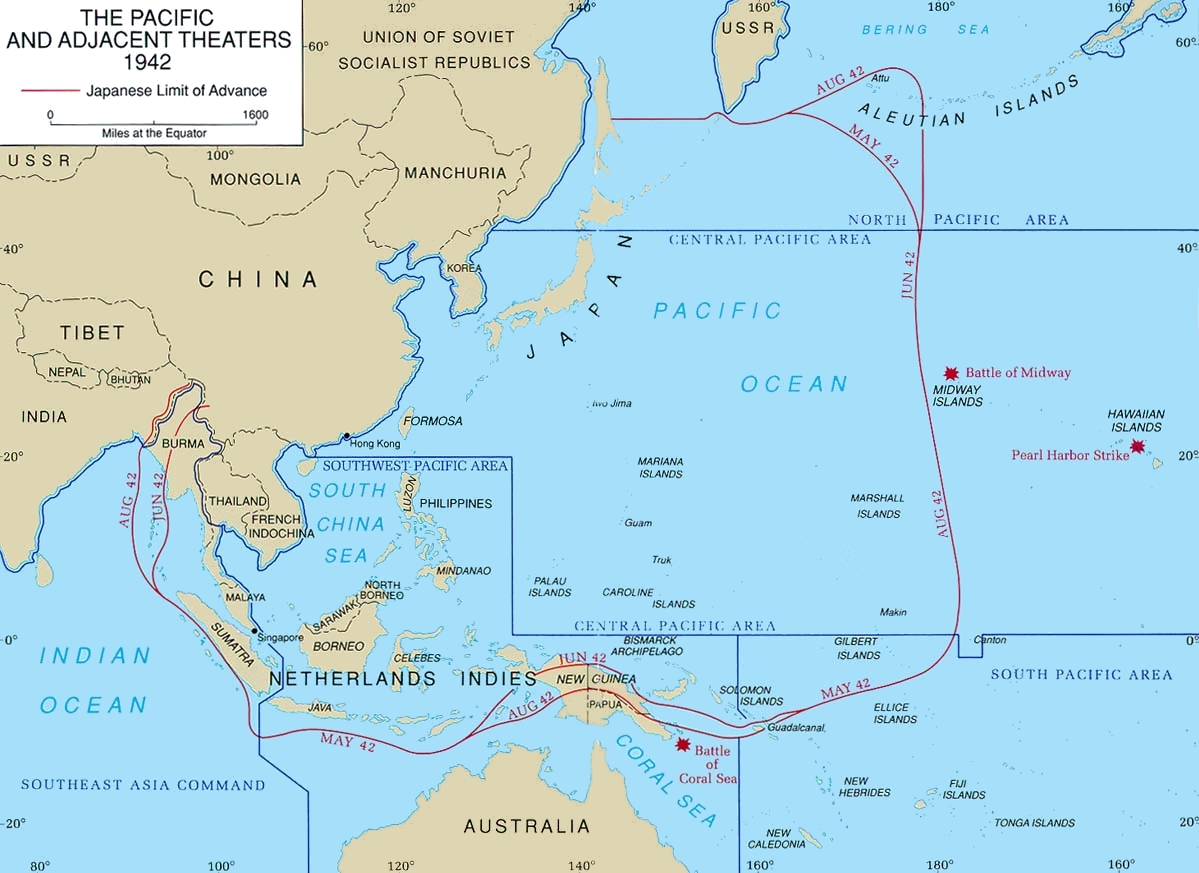
아시아-태평양 전구의 지도. 중국-인도-버마 전역은 영국군 주도의 동남아시아 사령부가 맡았다.

아시아-태평양 전구(영어: Asian-Pacific Theater)는 제2차 세계 대전의 태평양 전쟁 당시 미군의 작전 지역을 일컫는 말이다. 1942년 중반부터 1945년까지 미군 작전사령부는 크게 2개가 있었는데, 태평양 지역은 중앙태평양, 북태평양, 남태평양으로 구성되어 있었다. 이 지역들은 체스터 니미츠 제독이 사령관으로 있었다. 뉴기니, 필리핀, 보르네오, 네덜란드령 동인도를 포함하는 서남태평양 지역은 더글라스 맥아더가 지휘했다. 1945년 미국 육군 항공대의 칼 스파츠 대장이 이끄는 미국 태평양 전략 공군이 추가되었다.
태평양 전쟁에서 미국 육군과 미국 해군이 각각의 사령부를 두고 전쟁을 이어갔기에 미국 육군 유럽 작전전구(ETOUSA)의 드와이트 아이젠하워와는 다르게 연합군 또는 미군의 사령관은 한명이 아니었고, 실질적인 사령부가 존재하기 보다는 여러 개의 작전 지역으로 분할되어 있었으며 중국-버마-인도 전구(CBI)은 영국 동남아시아 사령부가 담당하였다.